# Eleccions generals andorranes de 1979
Les eleccions andorranes de 1979 es van celebrar el 13 i 20 de desembre de 1979 per renovar la meitat del Consell General i la meitat dels Consells de Comú de les 7 parròquies d'Andorra.
Aquest va ser el darrer cop que van coincidir eleccions generals i comunals el mateix dia, i també el darrer cop que en que les eleccions es renovava la meitat d'un òrgan legislatiu, ja que a partir de llavors en totes les eleccions generals i locals es renovarien la totalitat del Consell General i dels consells comunals, respectivament.
També foren les primeres eleccions des de la creació de la parròquia d'Escaldes-Engordany. Aquest fet va motivar que el nombre de consellers generals passés de 24 a 28, ja que cada parròquia n'estava representada per 4. Conseqüentment, el nombre de consellers a escollir a les eleccions passaria de 12 a 14.

## Sistema electoral
Tenien dret a vot les persones amb més de 21 anys que disposessin de nacionalitat andorrana, així com els homes que estiguessin casats amb una dona andorrana i tinguessin com a mínim un fill major d'edat. Per poder ser conseller calia tenir més de 25 anys i per ser sínidic o subsíndic, 30.
La legislació andorrana no va legalitzar els partits polítics fins a l'aprovació de la Constitució l'any 1993, així que tots els candidats eren independents de manera oficial. Tot i això estaven permeses les agrupacions polítiques.
A les eleccions al Consell General es renovaven la meitat dels escons (14 de 28). Cada parròquia formava una circumscripció i escollia 2 consellers. A les eleccions comunals es renovaven la meitat de càrrecs de consellers de cada parròquia, que eren escollits per a un període de 4 anys. El nombre de consellers de cada comú era variable. També s'escollien els Comissionats del Poble, és a dir, els encarregats de fiscalitzar l'activitat econòmica de cada comú.
En totes dues eleccions s'utilitzava un sistema majoritari plurinominal amb segona volta, on cada votant podia votar a tants candidats com candidats s'haguessin d'escollir. Els candidats s'agrupaven en candidatures. Estava permès que un candidat formés part de més d'una candidatura al mateix temps. En algunes parròquies era permès repartir el vot, votant a candidats de llistes diferents. En d'altres, era requisit votar a candidats de tots els quarts de la parròquia per poder considerar el vot com a vàlid. Els vots nuls i blancs no eren considerats com a vàlids. Per poder ser escollit, calia haver rebut més de la meitat dels vots vàlids. En cas que després de l'elecció quedessin escons vacants, es realitzava una segona volta al cap d'una setmana. Si un cop realitzada la segona volta encara quedessin escons vacants, es procediria a una tercera volta al cap d'una setmana. En cas que en una tercera volta tampoc s'haguessin atribuït tots els escons, l'article 38 del reglament electoral estipulava que l'elecció es resoldria per sorteig amb paperetes entre els candidats de la tercera volta.
En cas que no es presentés cap candidatura, l'article 27 del reglament electoral de 1971 recollia que el mateix dia de l'elecció el consell de comú de la parròquia corresponent seria l'encarregat d'escollir els candidats.
Els consellers elegits van jurar el càrrec el dia 28 de desembre per poder prendre possessió del seu càrrec el dia 1 de gener de l'any següent, per a un període de 4 anys.
Els cònsols majors i menors de cada parròquia eren elegits pels consells de comú per a un període de 2 anys. El síndic general i el subsíndic eren escollits pel Consell General per a un període de 3 anys.

## Resultats

### Eleccions al Consell General
La participació en les eleccions va ser del 74,1%. La participació més alta es va registrar a Encamp, mentre que les més baixes van ser a Andorra la Vella i la Massana, on només es va presentar una sola llista. A Sant Julià de Lòria no es van celebrar eleccions perquè no es va presentar cap llista, de manera que es va aplicar l'article 27 de la normativa electoral, instant al Consell de Comú a escollir dues persones. El Comú lauredià va escollir a Emili Grau Tor i Marc Codina Travesset per 6 vots a favor i 4 en blanc.

#### Total nacional
| Partit              | Primera volta | Primera volta | Primera volta | Segona volta | Segona volta | Segona volta | Escons totals |
| Partit              | Vots          | %             | Escons        | Vots         | %            | Escons       | Escons totals |
| ------------------- | ------------- | ------------- | ------------- | ------------ | ------------ | ------------ | ------------- |
| Independents        | 1.816         | 100           | 12            |              |              | 2            | 14            |
| Vots en blanc       | 289           | –             | –             |              | –            | –            | –             |
| Vots nuls           | 81            | –             | –             |              | –            | –            | –             |
| Total               | 2.186         | 100           | 12            |              |              | 2            | 14            |
| Cens/participació   | 2.950         | 74,1          | –             | 283          | –            | –            | –             |
| Font: La Vanguardia |               |               |               |              |              |              |               |

#### Resultats per parròquia
| Parròquia           | Candidatures                         | Primera volta                   | Primera volta                   | Primera volta                   | Segona volta | Segona volta | Segona volta |
| Parròquia           | Candidatures                         | Vots                            | Electe                          | Participació                    | Vots         | Electe       | Participació |
| ------------------- | ------------------------------------ | ------------------------------- | ------------------------------- | ------------------------------- | ------------ | ------------ | ------------ |
| Canillo             | A                                    | <109                            |                                 | 78,1                            |              | ?            |              |
| Canillo             | B                                    | <109                            |                                 | 78,1                            |              | ?            |              |
| Canillo             | C                                    | <109                            |                                 | 78,1                            |              | ?            |              |
| Encamp              | Josep Maria Mas Pere Marsenyach      | 162                             | 1                               | 88,7                            |              |              |              |
| Encamp              | Josep Marsal Roc Torres              | ?                               |                                 | 88,7                            |              |              |              |
| Ordino              | Guillem Adelach Miquel Pujal         | 82                              | 1                               | 77,7                            |              |              |              |
| Ordino              | Joaquim de Rova Joaquim Montané      | ?                               |                                 | 77,7                            |              |              |              |
| La Massana          | Albert Gelabert Josep Montané        | 65                              | 1                               | 54,0                            |              |              |              |
| Andorra la Vella    | Jaume Bartumeu Eduard Rosell Pujal   | 199                             | 1                               | 64,0                            |              |              |              |
| Sant Julià de Lòria | Emili Grau Tor Marc Codina Travesset | Electes mitjançant l'article 27 | Electes mitjançant l'article 27 | Electes mitjançant l'article 27 |              |              |              |
| Escaldes-Engordany  | Dot Martí Marcel Besolí              | 295                             | 1                               | 87,7                            |              |              |              |
| Escaldes-Engordany  | Francesc Mora Josep Vidal            | ?                               |                                 | 87,7                            |              |              |              |
| Font: Avui          |                                      |                                 |                                 |                                 |              |              |              |

### Eleccions comunals
A Sant Julià de Lòria no es va presentar cap candidatura i es va aplicar l'article 27 del reglament electoral. El Consell de Comú va escollir els consellers comunals.